# Marion Josserand
Marion Josserand (* 6. Oktober 1986 in Saint-Martin-d’Hères) ist eine französische Freestyle-Skierin. Sie ist auf die Disziplin Skicross spezialisiert.

## Biografie
Josserand war zu Beginn ihrer Sportkarriere eine alpine Skirennläuferin. Im Dezember 2001 bestritt sie erstmals FIS-Rennen, die ersten Einsätze im Europacup folgten im Januar 2003. Erfolge in dieser Sportart blieben weitgehend aus, weshalb sie zum Skicross wechselte. Am 10. Januar 2007 debütierte sie im Freestyle-Skiing-Weltcup und fuhr dabei in Flaine auf den neunten Platz. Bei der Weltmeisterschaft 2007 in Madonna di Campiglio schied sie im Halbfinale aus und wurde Sechste.
Am 5. Januar 2009 konnte Josserand in St. Johann in Tirol ihren ersten (und bisher einzigen) Weltcupsieg feiern. In der Saison 2008/09 folgte ein weiterer Podestplatz, während sie bei der Weltmeisterschaft 2009 in Inawashiro nicht über den elften Platz hinauskam. In der Saison 2009/10 fuhr Josserand regelmäßig unter die besten zehn. Bei den Olympischen Winterspielen 2010 gewann sie hinter der Kanadierin Ashleigh McIvor und der Norwegerin Hedda Berntsen die Bronzemedaille.

## Erfolge

### Olympische Spiele
- Vancouver 2010: 3. Skicross
- Sotschi 2014: 27. Skicross

### Weltmeisterschaften
- Madonna di Campiglio 2007: 6. Skicross
- Inawashiro 2009: 11. Skicross

### Weltcup
- Saison 2006/07: 9. Skicross-Weltcup
- Saison 2008/09: 6. Skicross-Weltcup
- 2 Podestplätze, davon 1 Sieg:

| Datum          | Ort                 | Land       |
| -------------- | ------------------- | ---------- |
| 5. Januar 2009 | St. Johann in Tirol | Österreich |